# Je pense à toi
 (octobre 2023).
Si vous disposez d'ouvrages ou d'articles de référence ou si vous connaissez des sites web de qualité traitant du thème abordé ici, merci de compléter l'article en donnant les références utiles à sa vérifiabilité et en les liant à la section « Notes et références ».
Albums de Amadou & Mariam
Dimanche à Bamako
(2004) Welcome to Mali
(2008)
Je pense à toi est une compilation d'Amadou et Mariam, sortie le 25 octobre 2005. Elle regroupe des titres issus des albums Sou ni tilé (1998), Tje Ni Mousso (2000) et Wati (2003).

## Titres de l'album
| No  | Titre                | Durée |
| --- | -------------------- | ----- |
| 1.  | Je pense à toi       |       |
| 2.  | Les temps ont changé |       |
| 3.  | Nangaraba            |       |
| 4.  | Chantez-chantez      |       |
| 5.  | Mouna                |       |
| 6.  | Radio Mogo           |       |
| 7.  | Toubala Kono         |       |
| 8.  | Mali Denou           |       |
| 9.  | Djagnèba             |       |
| 10. | Fantani              |       |
| 11. | Ko Bé Na Touma Do    |       |
| 12. | Pauvre type          |       |
| 13. | Walide               |       |